# Rio Batatal
O Rio Batatal é um rio brasileiro do estado de São Paulo, e é afluente do rio Turvo.
O rio Batatal nasce entre os municípios de Barra do Turvo e Cajati na localização geográfica, latitude 24º45'43" sul e longitude 48º20'44" oeste, a cerca de treze quilômetros da rodovia federal BR-116.

## Percurso
Da nascente, que é bem próxima a nascente do rio Faxinal, só que segue em direção oposta deste, ou seja segue em direção norte (20º) do estado de São Paulo, e depois segue também sempre mais ou menos paralelo a rodovia federal BR-116 em direção ao nordeste (30º), passa pela localidade chamada Braço até a rodovia estadual SP-165 e o rio Ribeira a cerca de dezesseis quilômetros de Eldorado.
Banha os municípios
Passa pelo município de: Eldorado, Barra do Turvo e Cajati.
Afluentes
- Margem sul:
  - Não consta

- Margem norte:
  - Não consta

Final
Se torna afluente do rio Ribeira, na localidade de Barra do Bananal, município de Eldorado na localização geográfica, latitude 24º33'44" sul e longitude 48º16'45" oeste, praticamente as margens da rodovia SP-165, o rio Ribeira por sua vez se junta ao rio Pardo na divisa com o estado do Paraná, na localidade de Lageado, município de Iporanga.
Extensão
Percorre neste trajeto uma distância de mais ou menos 27 quilômetros.

## Referência
- Mapa Rodoviário do Estado de São Paulo - (2004) - DER